# Implenia
Implenia AG con sede in Glattpark (Opfikon), nel Canton Zurigo è una società svizzera operante nel settore degli immobili e dell’edilizia, con attività di ingegneria civile e costruzioni, in Svizzera e Germania. In Austria, Francia, Svezia, Norvegia e Italia, Implenia opera inoltre nella costruzione di gallerie e relative infrastrutture. Il Gruppo nasce a inizio 2006 dalla fusione delle società Basler Batigroup Holding AG e Zschokke Holding SA di Ginevra.

## Storia

### Nascita
Implenia nasce da una serie di fusioni di imprese edili regionali e infine dalla fusione delle società Batigroup e Zschokke Holding nel 2006.
A metà 1997 ha luogo la fusione tra le società Preiswerk Holding AG, Schweizerische Strassenbau- und Tiefbau-Unternehmung AG (Stuag) / Stuag Holding AG e Schmalz AG Bauunternehmung / Schmalz Holding AG che danno vita alla Batigroup Holding con sede a Basilea. Le competenze chiave di Batigroup riguardavano in particolare le classiche attività edilizie, tra cui costruzione delle strade, asfalto fuso, opera infrastrutturale, costruzione di gallerie ed edilizia del soprassuolo.
La Zschokke Holding ha origine dall’impresa edile Castor, Hersent et Zschokke fondata nel 1872 ad Aarau da Conrad Zschokke (1842–1918), divenuta poi nel 1909 Aktiengesellschaft Conrad Zschokke. Tra le acquisizioni e fusioni, nel 1982 la società Aktiengesellschaft Heinr. e Locher & Cie AG sono entrate a far parte della Zschokke Holding, il cui quartier generale era sito in Ginevra. Zschokke si aggiudica in tale contesto, oltre alle costruzioni, anche la pianificazione generale, l’attività di general contracting e la gestione di immobili.
Grazie agli ambiti di attività complementari, tra il 2005 e il 2006 ha luogo la fusione tra Zschokke e Batigroup, che diventano Implenia. In tale contesto, la ZB Didumos AG, costituita come società placeholder nel 2005 prende il nome di Implenia AG. Sede della nuova azienda è Zurigo.

### Implenia AG
Successivamente alla chiusura delle negoziazioni, il 3 marzo 2006 le azioni Zschokke e Batigroup vengono delistate dalla SIX Swiss Exchange. La fusione si conclude con lo scambio di azioni a favore delle nuove azioni Implenia, con un rapporto stabilito 65 (Zschokke): 35 (Batigroup). Primo giorno di negoziazione delle azioni Implenia alla Borsa svizzera è il 6 marzo 2006.
Nel 2010 Implenia acquisisce la società norvegese Betonmast Anlegg specializzata in infrastrutture. Nel marzo 2015 è entrata a far parte del Gruppo anche la tedesca Bilfinger Construction (ora rinominata Implenia Construction) con attività in Germania, Austria e Svezia. Nel 2016 segue l’acquisizione di Bilfinger Hochbau.
Il 27 ottobre 2020 Implenia annuncia la ristrutturazione accelerata a partire dal 2021, fatto che costituisce una cesura rispetto all’internazionalizzazione spinta per anni dal Gruppo, dichiarata come conclusa. Il valore di borsa si è dimezzato dal 2018, essenzialmente a causa di precedenti acquisizioni di progetti e di acquisizioni (come ad es. accaduto in Svezia tra il 2015 e il 2017). L'azienda si è ritirata da aree di business non redditizie in alcuni mercati (Svezia, Norvegia e Romania) e si è quindi concentrata in larga misura su Svizzera e Germania. Dal 2021 Implenia è attiva come sviluppatore e gestore immobiliare, oltre che nella costruzione di edifici, nell'ingegneria civile e in attività specializzate come la costruzione in legno e la tecnologia delle facciate. Nel resto d'Europa, l'attenzione si è concentrata soprattutto sulla costruzione di gallerie, come in Austria, Svezia, Norvegia, Francia e Italia. Nel corso della ristrutturazione accelerata Implenia annuncia il licenziamento di 750 dipendenti e la soppressione di 2000 posizioni a tempo pieno entro il 2023. La trasformazione viene completata in anticipo rispetto ai piani.
Nel maggio 2021 Implenia conclude l’acquisizione di BAM Swiss AG, società di servizi per l’edilizia in ambito sanitario operante in Svizzera con sede centrale a Basilea. Tale acquisizione comporta in subentro nei progetti della BAM Swiss AG, tra cui la progettazione e realizzazione dell’ospedale cantonale di Aarau, il BSSE di Basilea, moderno edificio per esami di laboratorio e ricerca nel campo dell’ingegneria dei biosistemi nonché il progetto dell’ospedale Felix-Platter-Spital di Basilea e una residenza studentesca per l’ETH Zurigo.
Implenia ha acquisito il principale fornitore svizzero di servizi immobiliari Wincasa nel maggio 2023.

## Struttura aziendale
Chief Executive Officer (CEO) di Implenia è Jens Vollmar. Sono inoltre membri della Direzione Stefan Baumgärtner (CFO), Adrian Wyss (Head Division Buildings), Erwin Scherer (Head Division Civil Engineering), Anita Eckardt (Head Division Service Solutions), Claudia Bidwell (Chief Human Resources Officer) e German Grüniger (General Counsel). Hans-Ulrich Meister è Presidente del Consiglio di Amministrazione. L'azienda ha un fatturato di 3,56 mld. CHF nel 2024 e impiega oltre 9.000 persone. La sede centrale si trova a Opfikon (Svizzera).

## Campi di attività
I campi di attività della società Implenia AG sono ripartiti su tre divisioni: Buildings, Civil Engineering e Service Solutions.

### Buildings
La Divisione Buildings riunisce i servizi di consulenza, progettazione, concezione, realizzazione e gestione di progetto per edifici di nuova costruzione nonché per la modernizzazione di edifici preesistenti in Svizzera e Germania.
La divisione riunisce anche le competenze di Implenia nello sviluppo di progetti immobiliari. A integrazione, la Divisione sviluppa un portafoglio di immobili proprio, proponendo prodotti e veicoli di investimento. L’attività immobiliare di Implenia AG è limitata a Svizzera e Germania.
Implenia è anche attiva nella gestione di immobili in Svizzera attraverso il suo fornitore di servizi immobiliari Wincasa.

### Civil Engineering
La divisione Civil Engineering comprende costruzioni in superficie e ingegneria del sottosuolo, edilizia del sottosuolo specializzata nonché la costruzione di gallerie in Germania, Francia, Svezia, Norvegia, Austria e Italia. Implenia è l’unica azienda europea coinvolta nelle quattro trasversali alpine in costruzione (galleria stradale del San Gottardo, la galleria di base del Brennero, la galleria di base del Moncenisio tra Lione e Torino, cui si aggiunge il progetto compartecipato della Semmering e Koralpe in Austria). In Norvegia, Implenia ha realizzato il ponte ferroviario più lungo in assoluto, il ponte ferroviario Tangenvika a due binari. Nel 2019 ottiene con il Consorzio Avenir due lotti per il progetto Grand Paris Express, ossia il maggior progetto per infrastruttura europeo, per il quale Implenia avrebbe dovuto costruire le nuove gallerie della Metro.

### Service Solutions
Nella divisione Service Solutions Implenia riunisce le proposte di nicchia destinate al settore edilizio sotto un’unica gestione comune. Rientrano ad es. In tale divisione legno strutturale e la tecnologia per facciate. Dal 2021 Implenia partecipa in veste di general contractor al “Progetto Pi”, multipiano in legno di 80 m di altezza sito a Zug. La struttura portante dell’edificio progettata dalla società Walt Galmarini con il supporto scientifico di Andrea Frangi, Professore per l’Edilizia in legno presso l’Institut für Baustatik und Konstruktion dell’ETH Zurigo. La conclusione del progetto è prevista per il 2024.
Le unità di divisione sono BBV Systems GmbH, Building Construction Logistics GmbH, Implenia Holzbau, Implenia Fassadentechnik GmbH, la ditta di progettazione impianti per edifici Planovita e Encira.

## Progetti (selezione)
- Galleria di base del San Gottardo, lotto 360 della galleria Sedrun, tunnel ferroviario a due canne monobinario (CH)[8]
- Galleria stradale del San Gottardo, lotto principale Nord, seconda canna (CH)[8][26]
- Galleria di base del Semmering, lotti 1.1 e 2.1 sezioni Gloggnitz e Fröschnitzgraben (AT)[8]
- Galleria di base del Brennero[8]
- Centrale idroelettrica Nant de Drance, Finhaut (CH)[27][28]
- Pont Poya, costruzione di un ponte a Friburgo (CH)[29]
- Galleria di base del Moncenisio tra Lione (F) e Torino (I)[30][8]
- Grand Paris Express, Lotto T2C della linea 15 Sud (F)[23]
- Boknafjord Galleria in Norvegia[31]

## Controversie
Continui procedimenti legali contro Implenia dovuti a vizi costruttivi dello Stadio Letzigrund, realizzato dall’impresa a Zurigo e ultimato in tempi stretti per il Campionato europeo di calcio 2008, si sono protratti per dieci anni. Causa della controversia, le fessurazioni e le saldature inadeguate dei travi in acciaio, contestate da Implenia come puro allarmismo. Temendo tuttavia rischi per gli spettatori derivanti dalla copertura, la città di Zurigo provvedeva a sistemare il tetto a proprie spese, inserendo ulteriori pilastri sulle tribune. Si giungeva al patteggiamento mediante transazione giudiziaria nel 2021. Le parti concordavano di rinunciare reciprocamente ai crediti in essere.